# Josef Koudelka
Josef Koudelka (Boskovice, República Checa, 10 de enero de 1938) es un fotógrafo nacido en Checoslovaquia y nacionalizado francés.

## Biografía
Josef Koudelka nace en la región de Moravia, Checoslovaquia. Se interesa por la fotografía a los doce años gracias al señor Dycka, panadero de oficio, fotógrafo aficionado y amigo de su padre. Sus primeras fotografías son de su entorno familiar. Para realizarlas, utiliza una cámara de baquelita de 6 x 6. En 1956, se traslada a Praga para comenzar la carrera de ingeniería aeronáutica. Durante los años de estudio, conoce al fotógrafo Jiří Jeníček, quien le anima a reunir una serie de fotografías para realizar su primera exposición, en 1961, en el Teatro Semafor de Praga. Durante la inauguración, conoce a Anna Fárová, quien será su amiga y colaboradora a lo largo de toda su vida.
Durante los años sesenta, compagina su trabajo de ingeniero en Praga y Bratislava con la fotografía, que cada vez le ocupa más tiempo. Así, colabora esporádicamente con la revista Divadlo (teatro). Su interés por la música tradicional y por los roma le lleva a hacer de los gitanos su principal sujeto fotográfico.
En 1965, es invitado por el director del Teatro tras el Puente (Divadlo za branou) a fotografiar espectáculos teatrales. Junto con Marieta Luskacová, emprende varios viajes por el este de Eslovaquia, con el fin de fotografiar celebraciones religiosas.
En 1966, se publica el primer libro de fotografías de Koudelka, que recoge la serie de la obra de Alfred Jarry Ubu Rey, puesta en escena por Jan Grossman. 
En 1967, Kouldelka decide abandonar su trabajo como ingeniero para dedicarse exclusivamente a la fotografía. En ese momento, se inscribe en la Unión de Artistas Checoslovacos y recibe el premio anual de la asociación por “la originalidad y calidad de sus fotografías de teatro”. 
Por esa época, expone por primera vez las fotografías de gitanos, tomadas entre 1961 y 1967, bajo el título de Cikáni. Al año siguiente, viaja a Rumanía para continuar su proyecto sobre estilo de vida de los gitanos y regresa a Praga un día antes de que comience la invasión de Checoslovaquia por parte de las tropas del Pacto de Varsovia. En los días siguientes, fotografía el enfrentamiento entre soviéticos y checoslovacos. Estas fotografías saldrán de Checoslovaquia en 1969, por mediación de Anna Fárová, y serán distribuidas por la agencia Magnum, entonces presidida por Elliott Erwitt, a las revistas y periódicos de mayor relevancia internacional (Look, The Sunday Times Magazine y Época) sin que se mencione el nombre de su autor, para protegerle de posibles represalias. Este relato visual “de un fotógrafo checo” le valdrá el Premio Robert Capa del Overseas Press Club. 
En 1970, abandona Checoslovaquia con un visado de tres meses para continuar fotografiando gitanos, en esta ocasión, en el oeste de Europa. Al caducar el visado, decide no regresar a su país, convirtiéndose en apátrida. Hasta 1980, gracias al asilo político de Inglaterra, fija su residencia en Londres y se dedica a recorrer diversos países europeos, fotografiando celebraciones populares, escenas cotidianas y gitanos.
En 1971, Elliott Erwitt le propone unirse a la cooperativa Magnum y Koudelka acepta convertirse en miembro asociado. Es entonces cuando conoce a Henri Cartier-Bresson y al editor y fotógrafo Robert Delpire, con quienes mantendrá una relación muy cercana. Koudelka reconoce que trabajando con Robert Delpire aprendió más sobre fotografía que en cualquier otro momento su vida y que Delpire es la persona que mejor conoce su obra, a lo que ayuda el hecho de que sea el editor de la mayor parte de los libros de Koudelka.
El Museo de Arte Contemporáneo de Nueva York (MoMA) rinde homenaje al fotógrafo organizando una exposición individual titulada Josef Koudelka, en 1975. En ese mismo año, Robert Delpire publica en París el libro Gitanos: el final del viaje (Gitans: la Fin du Voyage), que recibirá el Premio Nadar tres años más tarde.
En 1980, Koudelka abandona Inglaterra, para instalarse en Francia. Hasta el año 1987, no se nacionaliza francés. En 1986, es invitado por la Mission Photografique de la DATAR a formar parte, junto a otros fotógrafos, de un proyecto cuyo objetivo es documentar la diversidad de paisajes de Francia, tanto urbanos como rurales. Tras probar a hacer fotografías en París, Normandía y Bretaña, se decide por la región de Lorena, donde la reestructuración de la industria metalúrgica estaba produciendo grandes cambios en el terreno. Con esta experiencia, Koudelka comienza a emplear cámaras panorámicas de manera sistemática, aunque ya realizaba fotografía panorámicas desde 1958.

## Premios
Josef Koudelka ha recibido prestigiosos galardones en reconocimiento a su labor, como el Premio Cartier Bresson, la Medalla de la Royal Photographic Society o el Premio internacional de la Fundación Hasselblad y ha sido nombrado Caballero de las Artes y las Letras por el Ministerio de Cultura de Francia. Otros reconocimientos incluyen:
- Medalla de Oro del Premio Robert Capa, National Press Photographers Association, USA (1969)
- British Arts Council Grant por su reportaje de Kendal and Southend, UK (1972)
- British Arts Council Grant por su reportaje sobre la vida gitana en Gran Bretaña, UK (1973)
- British Arts Council Grant por su reportaje sobre la vida en las islas británicas, UK (1976)
- Premio Nadar (1978)
- United States National Endowment for the Arts Photography Grant, US (1980)
- Grand Prix National de la Photographie, French Ministry of Culture, FR (1987)
- Grand Prix National de la Photographie (1989)
- Grand Prix Cartier-Bresson (1991)
- Premio internacional de la fundación Hasselblad, Sweden (1992)
- Cornell Capa Infinity Award, Centro internacional de Fotografía (ICP), USA (2004)